# Scipione Lancelotti
Scipione Lancelotti (ur. w 1527 w Rzymie, zm. 2 czerwca 1598 tamże) – włoski kardynał.

## Życiorys
Urodził się w grudniu 1527 roku w Rzymie, jako syn Orazia Lancellottiego i Antoniny Aragonii. Studiował na Uniwersytecie Bolońskim, gdzie uzyskał doktorat utroque iure. Był kurialnym prawnikiem, a także doradcą i reprezentantem trzech papieży. Pełnił funkcję ambasadora w Hiszpanii, a następnie został audytorem Roty Rzymskiej. Uczestniczył w soborze trydenckim, a także w sejmie Rzeszy w Augsburgu, gdzie wybrano Maksymiliana II na nowego cesarza. 12 grudnia 1583 roku został kreowany kardynałem prezbiterem i otrzymał kościół tytularny San Simeone Profeta. W 1585 roku został sekretarzem Brewe Apostolskich. Zmarł 2 czerwca 1598 roku w Rzymie.